# Verdad y método
Verdad y método (en alemán: Wahrheit und Methode) es un libro de 1960 del filósofo Hans-Georg Gadamer, en el que el autor retoma y trabaja sobre el concepto de "hermenéutica filosófica" tal como se introduce en Ser y tiempo (1927) de Martin Heidegger. Este libro se considera la obra más importante de Gadamer.

## Resumen
Gadamer toma como punto de partida las ideas de hermenéuticos románticos como Friedrich Schleiermacher y las obras de hermenéuticos posteriores como Wilhelm Dilthey. Gadamer rechaza la objetividad al considerarla un objetivo inalcanzable y, en cambio, sugiere que el significado se crea a través de la comunicación intersubjetiva.
El proyecto filosófico de Gadamer, como explica en Verdad y método, era desarrollar el concepto de "hermenéutica filosófica" que Heidegger introdujo en Ser y tiempo pero que solo trató superficialmente. El objetivo de Gadamer era descubrir la naturaleza del entendimiento humano. En el libro, Gadamer argumenta que la "verdad" y el "método" entran en conflicto. Criticó dos enfoques de las ciencias humanas (Geisteswissenschaften). Por un lado, critica los enfoques modernos hacia las humanidades que se habían formado en las ciencias naturales (y, por lo tanto, siguiendo rigurosos métodos científicos). Por otro lado, discute el enfoque tradicional alemán hacia las humanidades, representado por Dilthey y Schleiermacher, quienes creían que interpretar correctamente un texto significaba recuperar la intención original del autor que lo escribió.
En contraste con estas dos posturas, Gadamer argumentó que las personas tienen una "conciencia histórico-efectual" (wirkungsgeschichtliches Bewußtsein) y que están insertos en la historia y cultura particulares que los moldean. Así, la interpretación de un texto implica una "fusión de horizontes" (Horizontverschmelzung) donde la persona que interpreta descubre las formas en las que la historia del texto interactúa con su propio trasfondo. Verdad y método no pretende ser una declaración programática sobre un nuevo método hermenéutico para interpretar textos. Gadamer pretendía que Verdad y método fuera una descripción de lo que siempre hacemos cuando interpretamos las cosas (aunque no nos demos cuenta): "Mi verdadero interés era y es filosófico: no lo que hacemos o lo que debemos hacer, sino lo que nos sucede más allá de lo que queremos y hacemos".

## Historial de publicaciones
Esta obra ha sido traducida directamente del alemán en su totalidad como parte de una colección de dos volúmenes publicados por Ediciones Sígueme bajo el título Verdad y método. La obra de 1960 se incluye en el primer volumen cuya edición más reciente es del año 2017 (edición 14.ª, traducida por Ana Agud Aparicio y Rafael de Agapito). El segundo volumen es una traducción de Warheit und Methode. Ergänzungen, Register (1986), un volumen complementario de Warheit und Methode presentado por Georg Gadamer que incluye tres apartados: preliminares, complementos y ampliaciones; su más reciente edición es del año 2015 (edición 9ª, traducida por Manuel Olasagasti).
El ensayo de Gadamer sobre el poeta Paul Celan titulado "¿Quién soy yo y quién eres tú?" (publicado en español por la editorial Herder) ha sido considerado por muchos, incluidos Heidegger y el propio Gadamer, como un "segundo volumen" o continuación del argumento de Verdad y método.

## Recepción
Verdad y método se considera la obra magna de Gadamer y ha influido a muchos filósofos y sociólogos, destacablemente a Jürgen Habermas. En su reacción a Gadamer, el crítico E. D. Hirsch reintrodujo un enfoque tradicionalista de la interpretación (siguiendo a Dilthey y Schleiermacher), considerando que la tarea de interpretar consiste en reconstruir las intenciones del autor original del texto. El filósofo Adolf Grünbaum criticó Verdad y Método, sosteniendo que Gadamer entendió mal los métodos de la ciencia y realizó un contraste incorrecto entre las ciencias naturales y las ciencias humanas. El crítico George Steiner escribe que el influyente modelo de comprensión textual de Gadamer se "desarrolla explícitamente a partir del concepto y la práctica del lenguaje de Heidegger".